# فيض القدير شرح الجامع الصغير
فيض القدي شرح الجامع الصغير هو شرح متعدد المجلدات على مجموعة أحاديث السيوطي بعنوان الجامع الصغير. فيض القادر شرح شامل للمناوي. يُعتبر هذا الكتاب أشهر أعماله، وهو كتاب شائع جدًا بين أهل السنة.

## الوصف
يستخرج المؤلف من الأحاديث فوائد لغوية وعقدية وفقهية، ويربط الروايات بالآيات والأحاديث وأقوال العلماء، ويتميز شرح الإمام المناوي بتنظيم الأحاديث حسب الترتيب الأبجدي. هذه المجموعة، التي يشار إليها كثيرًا، مأخوذة من أدبيات الحديث المعروفة. يقوم المؤلف بالتوفيق بين الأحاديث التي تبدو مختلفة ويجمعها معًا. ويقوم أيضًا بتقييم الأحاديث من خلال مسح الرواة من خلال علمه في علم الرجال، وينتقدها بالإشارة إلى الروايات الضعيفة أو الموضوعة.

## طالع أيضًا
- قائمة الكتب السنية
- الجامع الصغير